# Mustardinha
Mustardinha é um bairro do Recife, capital do estado de Pernambuco, Brasil.
Localizado entre os bairros de San Martin, Bongi, Afogados e Mangueira, integra a quinta Região Político-administrativa do Recife.

## História
O nome do bairro está relacionado a Manoel Mustardinha, apelido pelo qual era conhecido o fazendeiro e proprietário de terras Manoel Gonçalves da Luz, oriundo da família portuguesa Gonçalves da Luz, dono de um sítio onde cultivava verduras e hortaliças, inclusive a Mostardeira, uma erva comestível, e ao redor do qual a povoação teve origem.
A sua principal Avenida chama-se Manoel Gonçalves da Luz.

## Demografia
Numa área de 62 hectares, pelos dados do IBGE DE 2010 os dados demográficos do bairro eram:
- População: 12.429 habitantes
- Densidade: 196,56 hab./ha.